# Стразбург (Колорадо)
Стразбург (енгл. Strasburg) насељено је место без административног статуса у америчкој савезној држави Колорадо.

## Демографија
По попису из 2010. године број становника је 2.447, што је 1.045 (74,5%) становника више него 2000. године.
| Група             | 2000.         | 2010.         |
| Белци             | 1.313 (93,7%) | 2.201 (89,9%) |
| Афроамериканци    | 18 (1,3%)     | 22 (0,9%)     |
| Азијати           | 3 (0,2%)      | 14 (0,6%)     |
| Хиспаноамериканци | 40 (2,9%)     | 164 (6,7%)    |
| Укупно            | 1.402         | 2.447         |